# 广州地铁六号线列车
广州地铁六号线列车，是广州地铁正在使用的一款直线电机列车，全数在6号线运营，其正式名稱为广州市轨道交通六号线直线电机车辆，地铁內部型号为 L3，制造商产品型号为 SFM15。

## 簡介
本款列車是為广州地铁六号线潯峰崗～香雪全線配置的，由中車四方（中车青岛四方机车车辆）制造，鋁合金車體。共51列204輛，其中首期（潯峰崗～長湴）27列，二期（植物園～香雪）24列，計劃按照配屬列數分批到貨。但廣州地鐵預計六號線一期開通后將出現大客流，一期僅配屬27列車無法應對，考慮到潯峰崗停車場收容能力，第一批最終實際到貨40列，原計劃第二批（二期24列）中剩餘的11列車需要待6號線蘿崗車輛段具備收容能力后才能繼續送達。2016年6月起，剩餘列車陸續送達。2016年11月1日，最後兩列車運抵蘿崗車輛段。
本款列車為四節編組，直線電機驅動，全動力配置：每节车都是动车；每个转向架都是动力转向架，都裝有一台直线电机。每列車裝有2个受电弓、8个集电靴。
本款列车是节能型直线电机地铁车辆，在生产设计中改进了四號線列車（L1型）、五號線列車（L2型）在运营过程中发现的问题并进一步优化。通过多种方式，降低了列车自重，提高了电机效率，降低了能耗，不过该款列车的逆变音与L1、L2型列车相比较响。

## 历史
2008年4月，六號線首期列車招標結束，中標方為北车长客。共108輛，27列。
后廣州地鐵与中標方北车长客、系統供應商龐巴迪的談判破裂，遂廢標。隨後，廣州地鐵將六號線一期和二期的列車打包招標，共196輛，49列。
2010年4月，广州地铁与南车四方签订总价值17亿元的采购合同。根据合同，南车四方将为广州地铁6号线提供196辆，49列（含一期27列、二期22列）地铁车辆。同年8月，与三菱重工业签署车辆电机产品订单。后广州地铁向南车四方追加两列，共计204辆，51列（修改一期為40列、二期則為11列）。
2011年10月11日，首列车在南车四方下线。同月18日，首列車（編號06x001-06x002）運抵廣州廣鋼貨場。由于當時6號線潯峰崗停車場未能投入使用，因此列車在運抵后被解编併用卡車运至新造车辆段，然後重新組裝，进行调试。後續抵穗的列車也用相同的方法分別送至新造車輛段、魚珠車輛段進行調試。
2012年9月，浔峰岗停车场達到停车的条件。同月22日、24日，已到貨的12列車从鱼珠车辆段出發，經5號線，再在坦尾站以西的5、6號線聯絡線轉至6號線，最終抵達浔峰岗停车场。
2013年8月下旬，第一批最後一列車（編號06x079-06x080）運抵廣州。
2013年12月28日，随着6號線首期开通运营，本款列車投入服務。
2016年6月14日，第41、42列車（編號06x081-06x082、06x083-06x084）運抵新造車輛段。這標誌著剩餘列車恢復到貨。
2016年8月，蘿崗車輛段達到停車的條件。同月5日，第41、42列車由新造車輛段转運至蘿崗車輛段。
2016年10月，最後兩列車（編號06x099-06x100、06x101-06x102）在中車四方基地完成出廠檢查。
2016年11月1日，最後兩列車運抵蘿崗車輛段。標誌著該批列車全部到貨。

## 外观

### 整体
本款列車為鼓形橫截面，流線型車體。每节车厢每侧有3对塞拉门（一節車兩側共6對）。每兩對車門間設置車窗，車廂兩端不再設置小車窗；同時，車門間車窗亦只使用一塊玻璃，即只有4號線L1型列車、5號線L2與L4型列車的車窗一半大小。

### 涂装
本款列車車身以銀灰色為底色，車門頂部和鼓腰處各有一條紫色色帶（6號線標誌色）貫穿全車，紫色帶中間為深藍色（與色帶有距離）；車頭窗下部，兩排頭燈之間的位置為深藍色（與車身藍色一致），“羊角”標誌為標準的紅色。

## 内部

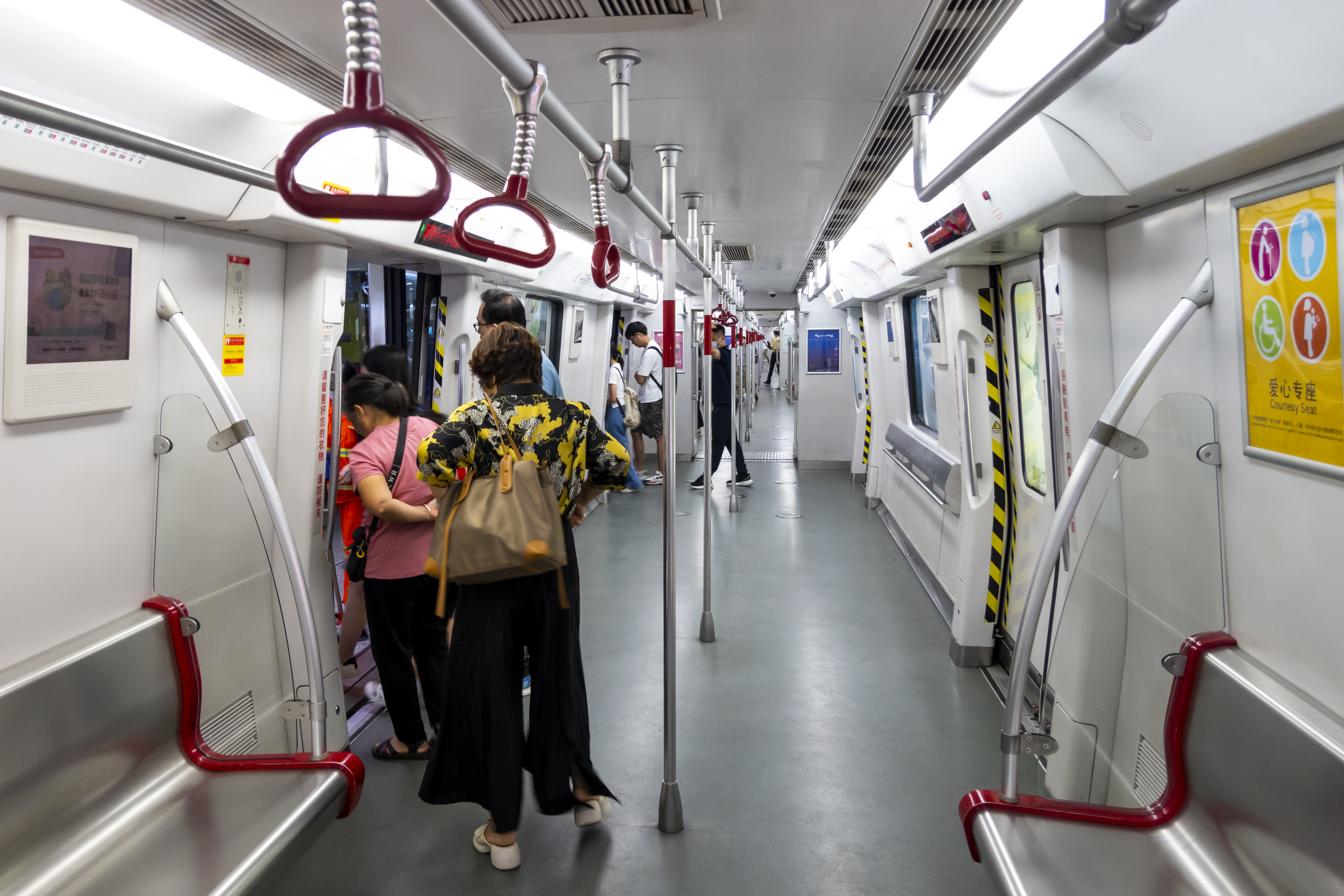
车厢内部

本款列车内部以月白色为主色调，车顶侧面的内饰板由原来4號線L1型列車、5號線列车的整体外凸设计变成了车窗处内凹，车门处外凸的设计，另外采用白光荧光灯照明，使車廂內部看上去更為寬敞明亮。由于列车上的白光荧光灯经多年使用后开始旧化，亮度出现衰减，近期部分列车开始改用白光LED灯提供照明（目前已在06A026车厢进行试验）。
由于更改了设计，原先置于外凸處內的设备改为設置在车厢连接处及座椅下方设置设备柜。
同时，在客室底部增加空调回风口，有效延长空调空气回路，增加空气流动，使客室空气温度更均匀。

### 座位
座位材质为压纹铝合金，两边设有挡板和立柱。正常情況下，A车每节车厢设有4条6人座長椅，車廂連接處一側为轮椅位置（有固定裝置），另一側設置设备柜（原双人凳处均无小车窗）；B车每节车厢设有4条6人座長椅，与A車連接處設置2条双人凳，与B車連接處設置設備柜和輪椅位置（設置方式与相鄰A車相同）。
為提升載客量以應對可能出現的大客流，二期24列列车每节车厢僅設置了2条6人座長椅。这部分列车A车每节只有两条6人座長椅；B车每节车有两条6人座長椅和2条双人凳。同時，這部分列車在原安裝长凳处的車窗下方設有長扶手以供乘客抓扶或倚靠。

### 扶手
与L1、L2、L4型列车采用不锈钢扶手不同的是，本款列车采用的是铝合金喷砂扶手。同时为了引导乘客上车后往中部走，将原车门正中的立柱改为靠两边中部设置；並且扶手横杆高度降低至1.85米以便身材较矮的乘客抓扶。

### 乘客信息顯示系統
本款列车采用LED显示屏和贴纸线路圖作为乘客信息显示系统。正常情况下，LED走字屏幕在不同时段会使用中英文显示終點站、下一站、換乘線路等信息：车门关闭后显示终点站、报站开始后显示下一站及换乘线路、到站显示本站及开门方向（指示灯闪烁）、开门后显示本站及开门方向（指示灯常亮）。但在特殊情况下（如部分屏蔽门不能打开、载客越站），LED显示屏会根据司机触发的自动广播显示相对应的内容。
本款列车的每一节车厢设置了6个長寬4:3的客室媒体播放LCD屏；同時，將LCD屏設置在座椅上方以方便乘客欣賞節目。

### 瞭望窗
本款列车在司机门均设有瞭望窗，现时出于运营安全需要，所有的瞭望窗均用白纸或反光膜封闭。

## 编组
本款列車每列車由兩個單元車，四節全动力车辆組成（每個單元車由相鄰的A車和B車組成）。每个单元车的第一、第四个转向架各设有2个集电靴，在B车近A車端设有一个受电弓。
|          | 六號線列車 ←潯峰崗方向香雪方向→ |       |       |       |       |       |   |       |       |       |       |       |       |
| 車廂編號 | =                               | A奇   | A奇   | -     | B奇   | B奇   | - | B偶   | B偶   | -     | A偶   | A偶   | =     |
| 受电弓   | =                               |       |       | -     | <     |       | - |       | >     | -     |       |       | =     |
| 列车编组 | =                               | Mc    | Mc    | -     | Mp    | Mp    | - | Mp    | Mp    | -     | Mc    | Mc    | =     |
| 集電靴   | =                               | T     |       | -     |       | T     | - | T     |       | -     |       | T     | =     |
| 动力单元 | 单元1                           | 单元1 | 单元1 | 单元1 | 单元1 | 单元1 | - | 单元2 | 单元2 | 单元2 | 单元2 | 单元2 | 单元2 |

列車編組符號意義
- Mc — 带驾驶室的动车
- Mp — 带受电弓的動车
- = — 全自動車鉤
- - — 半永久牽引桿

## 列車編號
本款列车的编号从第一列车06x001-06x002起到最后一列（第51列）06x101-06x102止。
| 六號線列車（L3型）列車編號        | 六號線列車（L3型）列車編號        |
| 一期配車                          | 一期配車                          |
| --------------------------------- | --------------------------------- |
| 06A001 - 06B001 - 06B002 - 06A002 | 06A003 - 06B003 - 06B004 - 06A004 |
| 06A005 - 06B005 - 06B006 - 06A006 | 06A007 - 06B007 - 06B008 - 06A008 |
| 06A009 - 06B009 - 06B010 - 06A010 | 06A011 - 06B011 - 06B012 - 06A012 |
| 06A013 - 06B013 - 06B014 - 06A014 | 06A015 - 06B015 - 06B016 - 06A016 |
| 06A017 - 06B017 - 06B018 - 06A018 | 06A019 - 06B019 - 06B020 - 06A020 |
| 06A021 - 06B021 - 06B022 - 06A022 | 06A023 - 06B023 - 06B024 - 06A024 |
| 06A025 - 06B025 - 06B026 - 06A026 | 06A027 - 06B027 - 06B028 - 06A028 |
| 06A029 - 06B029 - 06B030 - 06A030 | 06A031 - 06B031 - 06B032 - 06A032 |
| 06A033 - 06B033 - 06B034 - 06A034 | 06A035 - 06B035 - 06B036 - 06A036 |
| 06A037 - 06B037 - 06B038 - 06A038 | 06A039 - 06B039 - 06B040 - 06A040 |
| 06A041 - 06B041 - 06B042 - 06A042 | 06A043 - 06B043 - 06B044 - 06A044 |
| 06A045 - 06B045 - 06B046 - 06A046 | 06A047 - 06B047 - 06B048 - 06A048 |
| 06A049 - 06B049 - 06B050 - 06A050 | 06A051 - 06B051 - 06B052 - 06A052 |
| 06A053 - 06B053 - 06B054 - 06A054 |                                   |
| 二期配車                          |                                   |
| 06A055 - 06B055 - 06B056 - 06A056 | 06A057 - 06B057 - 06B058 - 06A058 |
| 06A059 - 06B059 - 06B060 - 06A060 | 06A061 - 06B061 - 06B062 - 06A062 |
| 06A063 - 06B063 - 06B064 - 06A064 | 06A065 - 06B065 - 06B066 - 06A066 |
| 06A067 - 06B067 - 06B068 - 06A068 | 06A069 - 06B069 - 06B070 - 06A070 |
| 06A071 - 06B071 - 06B072 - 06A072 | 06A073 - 06B073 - 06B074 - 06A074 |
| 06A075 - 06B075 - 06B076 - 06A076 | 06A077 - 06B077 - 06B078 - 06A078 |
| 06A079 - 06B079 - 06B080 - 06A080 | 06A081 - 06B081 - 06B082 - 06A082 |
| 06A083 - 06B083 - 06B084 - 06A084 | 06A085 - 06B085 - 06B086 - 06A086 |
| 06A087 - 06B087 - 06B088 - 06A088 | 06A089 - 06B089 - 06B090 - 06A090 |
| 06A091 - 06B091 - 06B092 - 06A092 | 06A093 - 06B093 - 06B094 - 06A094 |
| 06A095 - 06B095 - 06B096 - 06A096 | 06A097 - 06B097 - 06B098 - 06A098 |
| 06A099 - 06B099 - 06B100 - 06A100 | 06A101 - 06B101 - 06B102 - 06A102 |

## 其他
06x061-062 编成为开通当日潯峰崗站的首发列车，因此車廂編號為 06A061 的车头印有由多个三角形组成的6字纪念图案和“六路通达，感恩八方”字样。2015年6月28日至7月31日，此列列车被改造为“以爱之名、一路同行”为主题的文化专列，以庆祝广州地铁运营18周年；在此期間，06A061 的車頭文字圖案更换為“以愛之名 18週年 一路同行”。在文化專列下線后，06A061 的車頭的文字圖案被除下，恢复为與其他列車一致的紅色廣州地鐵標誌。
2016年12月28日，06x099-100 和 06x101-102 编成被改造为“创新黄埔号”主题专列，每節車廂以实景体验的方式按照“创新创业、品质生活、绿色生态、历史人文”场景介紹黃埔區，以庆祝广州地铁六號線二期開通。